# Olin D. Johnston
Olin DeWitt Talmadge Johnston (9 de noviembre de 1896 – 20 de abril de 1965) fue un político estadounidense de Carolina del Sur. Se desempeñó como el gobernador 98 de Carolina del Sur, desde 1935 hasta 1939 y por segunda vez desde 1943 hasta 1945. Representó a Carolina del sur en el Senado de los Estados Unidos desde 1945 hasta su muerte por cáncer en Columbia, Carolina del Sur en 1965. Es recordado infamemente por negar el indulto a George Stinney, un niño afroamericano de 14 años que fue injustamente sentenciado a muerte en 1944 después de un juicio que duró un solo día, una condena anulada 70 años después. 

## Primeros años y educación
Nació cerca de Honea Path, Carolina del Sur, en el condado de Anderson. Su familia mantenía una granja y trabajaba en una fábrica textil. La juventud de Johnston se dividió entre la educación, el trabajo en la granja y el trabajo en el molino. Podía asistir a la escuela solo cuando su familia estaba en la granja, generalmente en el verano.  Finalmente, se inscribió en el Instituto Industrial Textil, ahora Universidad Metodista de Spartanburg, y allí Johnston obtuvo su diploma de escuela secundaria en trece meses, graduándose en 1915. Ingresó a Wofford College en el otoño de 1915, donde se mantuvo económicamente trabajando en diversos empleos, pero sus estudios fueron interrumpidos por el servicio en el Ejército de los Estados Unidos durante la Primera Guerra Mundial.

## Participación militar
Johnston se incorporó a la Guardia Nacional del Ejército en 1917 y sirvió en la  unidad de ingenieros #117, que estaba adscrita a la 42.ª División, conocida como la División Arcoíris, en Francia. Sirvió 18 meses en el extranjero y alcanzó el rango de sargento. Después de ser dado de baja en junio de 1919, regresó a Wofford, donde recibió su licenciatura en 1921. En el otoño de 1921, Johnston ingresó a la Universidad de Carolina del Sur, donde obtuvo una maestría en Ciencias Políticas en 1923 y una LL. B en 1924. Ese mismo año estableció el bufete de abogados de Faucette y Johnston en Spartanburg y, en diciembre, se casó con Gladys Atkinson de Spartanburg. Quien se convertiría en su consejera de mayor confianza.

## Política

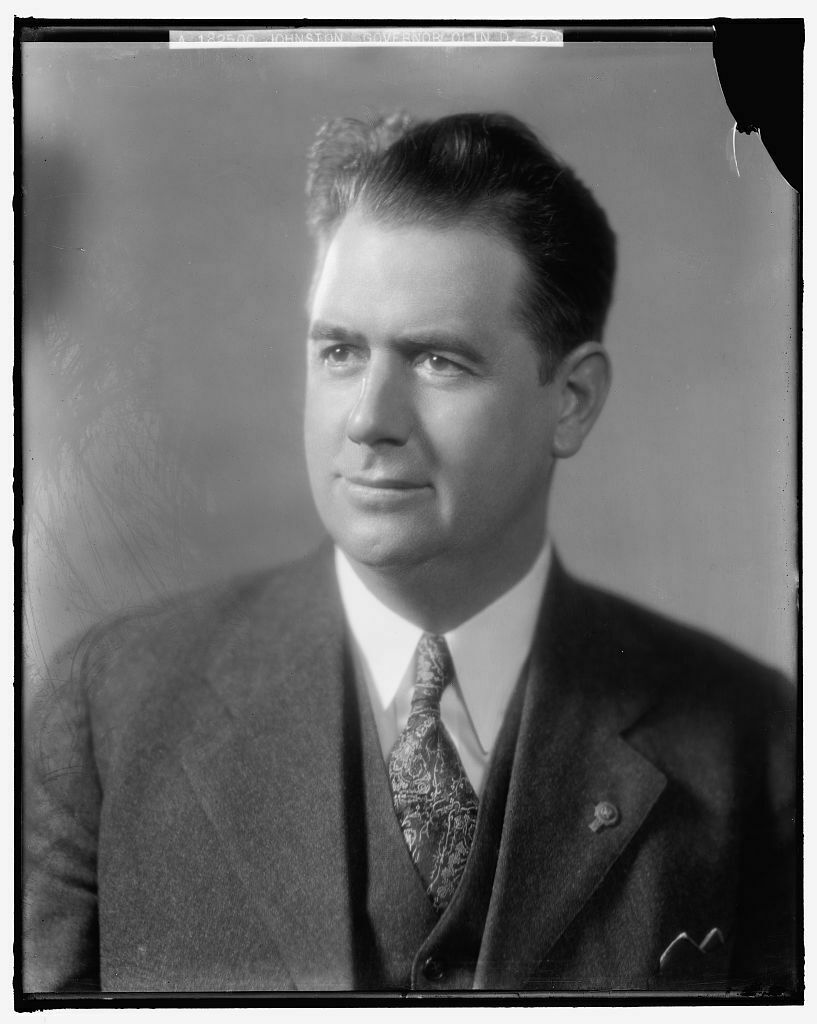
Johnston como gobernador.

En 1922, mientras aún asistía a la universidad, Johnston fue elegido miembro demócrata de la Cámara de Representantes de Carolina del Sur y representó al condado de Anderson durante un mandato antes de renunciar en 1924 para ejercer su profesión de abogado. Fue elegido para el mismo cuerpo en 1927 como representante del condado de Spartanburg y se desempeñó durante dos mandatos. Johnston demostró ser un activista capaz y popular. Johnston era un joven legislador que protegía los trabajadores de las fábricas textiles del estado. Su mayor objetivo era crear una ley que permitiera que los dueños de las fábricas instalaran alcantarillas en las aldeas de las fábricas. 
Johnston hizo su primera campaña para gobernador en 1930 y lideró la lista de candidatos en las primarias, pero perdió por alrededor de 1,000 votos en la segunda vuelta. Sin dejarse desanimar por la derrota, se postuló nuevamente y fue elegido gobernador de Carolina del Sur en 1934, sirviendo  un mandato. En su discurso inaugural de 1935, Johnston declaró: “Esta ocasión marca el final de lo que comúnmente se conoce como ‘dominio de los grupos’ en Carolina del Sur”. Entre sus logros como gobernador se encuentran la derogación del impuesto a la propiedad personal del estado; el inicio en Carolina del Sur del primer programa de electrificación rural del país, un programa piloto autorizado personalmente por el presidente Roosevelt⁣; la placa de matrícula de $3.00; y el establecimiento de la Comisión Industrial, el Departamento de Trabajo, la Junta de Planificación y Desarrollo y la Autoridad Portuaria.
Al asumir el cargo, propuso una serie de proyectos de ley para ayudar a los trabajadores textiles del estado. Un ferviente New Deal logró impulsar su programa legislativo a través de la Cámara de Representantes del estado solo para encontrar la derrota en el senado estatal dominado por país bajo. En lo que se ha convertido en la pelea más famosa entre un gobernador y la legislatura en la historia de Carolina del Sur, ya que trató de despedir a varios miembros de la poderosa Comisión Estatal de Carreteras. Luego de que los comisionados se negaran a abandonar sus puestos, movilizó a la Guardia Nacional para ocupar las oficinas del Departamento de Carreteras. En última instancia, perdió su lucha con la Comisión de Carreteras y dañó gravemente su relación con la legislatura.  Perdió su poder para nombrar comisionados de carreteras, un poder que la oficina del gobernador nunca recuperó.
La ley de control de bebidas alcohólicas fue adoptada en 1935 con el fin de establecer una regulación legal sobre la comercialización de alcohol en los Estados Unidos después del final de la prohibición nacional.  En 1937, promulgó la Ley de Bienestar Público de Carolina del Sur y estableció un sistema estatal de seguridad social, compensación laboral y compensación por desempleo. Donde los gobernadores anteriores usaron la Guardia Nacional y la ley marcial para aplastar las huelgas, Johnston usó ambos para proteger a los huelguistas y sellar los recintos de las fábricas de los rompehuelgas. A menudo obligó a la gerencia a aceptarlo como mediador y ocasionalmente encontró trabajos estatales para huelguistas a quienes las fábricas se negaron a volver a contratar.
Incapaz de postularse para la reelección en 1938, Johnston desafió a  "Cotton Ed" Smith por su escaño en el Senado de los Estados Unidos. La carrera atrajo el interés nacional, ya que Smith se había convertido en un oponente del New Deal y Johnston era un firme partidario. Smith fue uno de los senadores a quienes el presidente Franklin D. Roosevelt intentó destituir. Al final,  perdió la batalla ante Smith. Sin embargo, se aceptó ampliamente que Smith era muy impopular en Carolina del Sur y que habría ganado las primarias si Roosevelt no hubiera intervenido en su nombre o si se hubiera centrado en complacer los propietarios influyentes de las fábricas textiles del estado o la preservación de la segregación racial. Aunque Johnston no defendió los derechos de los afroamericanos, ignoraría en gran medida el tema de preservar la segregación racial, creyendo que mejorar el bienestar público era más importante. Mientras tanto, Smith se había opuesto a la reforma laboral de Roosevelt y durante años hizo campaña en una plataforma de dos puntos para "mantener a los afroamericanos oprimidos y mantener altos los precios del algodón", y recientemente había demostrado su intención de mantener su lucha por preservar la segregación racial, al abandonar la Convención Nacional Demócrata de 1936 cuando se enteró de que un ministro negro iba a ofrecer la invocación.
Después de la reelección de Roosevelt, Johnston generó mayor enojo entre los empresarios locales del estado al mostrar su apoyo al nuevo impulso del presidente por la reforma laboral y respaldar abiertamente la Ley de Normas Laborales Justas de 1938. El senador estadounidense de Carolina del Sur, James F. Byrnes, aunque también un ferviente partidario del New Deal, se opuso a este nuevo impulso, alegando que haría que las fábricas textiles del estado no fueran competitivas. Como resultado del apoyo de Johnston a la nueva reforma laboral, Byrnes, una figura muy popular e influyente en el estado, se negó a respaldar a Johnston y, en cambio, apoyó la reelección de Smith. Byrnes había ganado la reelección en las primarias demócratas de 1936 con más del 87 % de los votos. Se negó a respaldar a Johnston y en su lugar apoyó la reelección de Smith. Luego de su derrota en 1938, Johnston luego se postuló para el Senado en una elección especial de 1941 para reemplazar a Byrnes, quien acababa de ser nombrado miembro de la Corte Suprema, pero perdió ante el gobernador de Carolina del Sur, Burnet R. Maybank.
Johnston fue elegido gobernador de Carolina del Sur nuevamente en 1942. Obtuvo una ajustada victoria en las primarias demócratas y se presentó sin oposición en las elecciones generales. Sin embargo, todavía deseaba un escaño en el Senado. El estallido de la Segunda Guerra Mundial significó que los problemas laborales no serían tan prominentes en el segundo mandato de Johnston. Durante ese segundo mandato, se centró más en proteger la segregación racial y firmó leyes que trataron de eludir el caso Smith v.⁣⁣ decisión de Allwright, que declaró inconstitucionales las primarias segregadas racialmente, al permitir que los partidos políticos en el estado operaran como organizaciones privadas separadas del control estatal y, por consiguiente, fuera del alcance de la corte suprema. Sirvió hasta su renuncia el 3 de enero de 1945, el mismo día en que prestó juramento para el escaño en el Senado de los Estados Unidos que había estado buscando durante varios años.
Johnston finalmente había sido elegido para el Senado en 1944, derrotando a "Cotton Ed" Smith en una revancha de su carrera de 1938. Posteriormente, fue reelegido tres veces y sirvió en el Senado hasta su muerte en 1965. Johnston sirvió en los comités de agricultura y silvicultura, distrito de Columbia, poder judicial, correos y servicio civil. Se convirtió en presidente del Comité de la Oficina de Correos y Servicio Civil en 1950 y se ganó el apodo de “Sr. Servicio Civil” por su liderazgo en ese comité y su dedicación a las necesidades e intereses de los empleados postales y otros empleados federales. También se unió a otros sureños como parte de la coalición conservadora demócrata sureña.
Johnston no era tan conservador como la mayoría de los otros senadores del Sur profundo, conservando una posición populista en muchos temas económicos. En el Senado, fue un firme defensor del poder público, los programas de paridad para los agricultores, un amplio y fuerte programa de seguridad social, y la provisión de almuerzos a los escolares necesitados. También se opuso en general a la ayuda exterior, viéndola como un apoyo a los intereses extranjeros a expensas de la industria y los consumidores estadounidenses. A diferencia de la mayoría de los demócratas del Sur, se opuso a la ley laboral antisindical Taft-Hartley en 1947 y votó tanto por la Guerra contra la pobreza en 1964 como por Medicare poco antes de su muerte en 1965. Sin embargo, como prácticamente todos los demás políticos del sur profundo durante este período, Johnston era regionalmente ortodoxo en la “cuestión racial”, se oponía a toda la legislación de derechos civiles y firmó el Manifiesto del Sur de 1956 que se oponía a la desegregación de las escuelas públicas ordenada por la Corte Suprema en marrón v. Consejo de Educación.
Si bien no era una figura prominente a nivel nacional, Johnston estaba muy bien arraigado en su estado natal. Puede que sea el único senador que haya derrotado a dos futuros senadores. Conservó su escaño a pesar de los desafíos de Strom Thurmond en las primarias demócratas de 1950 y de Ernest Hollings en las primarias de 1962. Luego rechazó al primer desafiante republicano, el periodista  WD Workman, Jr. En cada una de estas carreras, Johnston fue el candidato más liberal. Hollings, que fue gobernador en 1962, atacó a Johnston como “la herramienta de los jefes sindicales del Norte”, pero Johnston derrotó a Hollings por un margen de 2-1.

## Ejecución de George Stinney
Johnston negó el indulto a George Stinney, un niño afroamericano de 14 años que fue condenado a muerte por la silla eléctrica en 1944. Stinney había sido condenado injustamente por el asesinato de dos niñas de 7 y 11 años en su ciudad natal de Alcolu, Carolina del Sur. Johnston escribió en respuesta a una petición de clemencia que: 
Puede ser interesante que sepas que Stinney mató a la niña más pequeña para violar a la más grande. Luego mató a la niña más grande y violó su cadáver. Veinte minutos después regresó e intentó violarla nuevamente, pero su cuerpo estaba demasiado frío. Todo esto lo admitió él mismo.
Se informa que estas afirmaciones eran simplemente rumores y fueron contradichas en ese momento por el informe de la autopsia del cuerpo de la niña. En 2014, 70 años después de la ejecución, la condena de Stinney fue anulada póstumamente. Su caso es recordado en la actualidad como una ejecución injusta y un error judicial.

## Muerte
Johnston murió el 18 de abril de 1965, luego de una larga batalla contra el cáncer. Al elogiar a Johnston, su antiguo socio, el senador George Aiken de Vermont, señaló – “Durante toda su carrera en el Senado, trabajó para aquellos que más necesitaban su ayuda, y a quienes hubiera sido fácil ignorar y descuidar”. En la inauguración de la Sala Johnston en la Biblioteca de Carolina del Sur, el gobernador Robert McNair describió a Johnston como “un hombre trabajador, y quienes hicieron posible su vida pública eran personas trabajadoras. . . . Fue un hombre de convicciones que llegó en un momento en que había que tomar decisiones difíciles.” Fue enterrado en un cementerio en la Iglesia Bautista Barkers Creek, donde asistió a los servicios dominicales durante sus años de niñez, cerca de Honea Path, Carolina del Sur.
La hija de Johnston, Elizabeth Johnston Patterson, sirvió en la Cámara de Representantes de los Estados Unidos del cuarto distrito del Congreso de Carolina del Sur de 1987 a 1993. En las elecciones generales de 1986 derrotó al alcalde Bill Workman de Greenville, el hijo del hombre a quien su padre había derrotado en su última carrera por el Senado de los Estados Unidos en 1962. Patterson fue la candidata demócrata no exitosa a la vicegobernación en 1994